# Marcos Carámbula

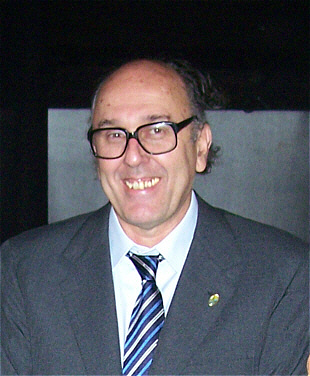
Marcos Carámbula

Marcos Gustavo Carámbula Volpi (* 23. Dezember 1947 in Las Piedras) ist ein uruguayischer Politiker und Lungenfacharzt.
Carámbula saß in den Jahren 1986 bis 1990 mit diversen Unterbrechungen zunächst als stellvertretender Abgeordneter der Partido Demócrata Cristiano (Frente Amplio) und von 1990 bis 1995 als Mandatsträger der Frente Amplio in der kompletten 43. Legislaturperiode für das Departamento Canelones in der Cámara de Representantes.
Zudem war er vom 7. Juli 2005 als Nachfolger Tabaré Hackenbruchs bis zum 5. Februar 2010 Intendete des Departamento Canelones. Sein Nachfolger wurde Estanislao Chiazzaro. 2010 trat Carámbula jedoch erneut zur Wahl an, wurde für eine zweite Amtszeit wiedergewählt und ist seither wieder Intendente von Canelones. Darüber hinaus übte er von 2003 bis 2005 die Funktion des Präsidenten des Sindicato Médico del Uruguay aus. Auch hatte er zeitweise das Präsidentenamt beim Fußballklub Juventud inne, dessen Ehrenpräsident er mittlerweile ist.